# Klinger-Villa

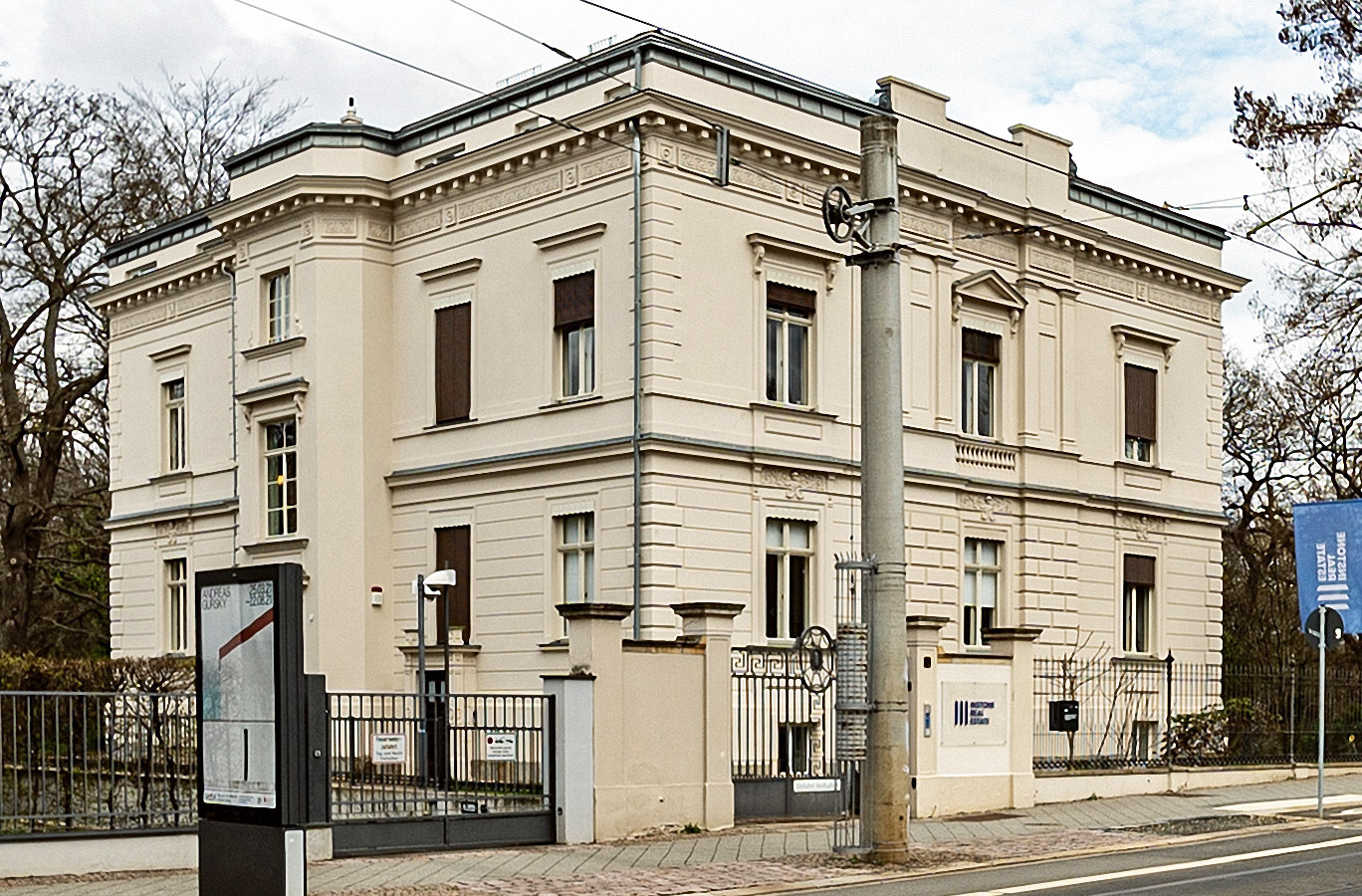
Klinger-Villa (2021)

Die Klinger-Villa in Leipzig ist ein vormals großbürgerliches Wohngebäude und zeitweise das Wohnhaus des Malers und Bildhauers Max Klinger (1857–1920). Haus und Garten stehen unter Denkmalschutz.

## Lage und Beschreibung
Die Klinger-Villa steht an der Karl-Heine-Straße 2 neben der Plagwitzer Brücke an der Weißen Elster. Obwohl Plagwitzer Flur, gehört der Bereich seit der administrativen Gliederung der Stadt von 1992 zum Ortsteil Lindenau. Hinter dem Gebäude mit Blick zum Klingerhain erstreckt sich längs der Weißen Elster nach Norden spitz zulaufend ein parkähnliches Gartengelände von 100 Meter Länge. Zwei der Bäume, eine Sumpfzypresse und eine Flatterulme sind Naturdenkmale.

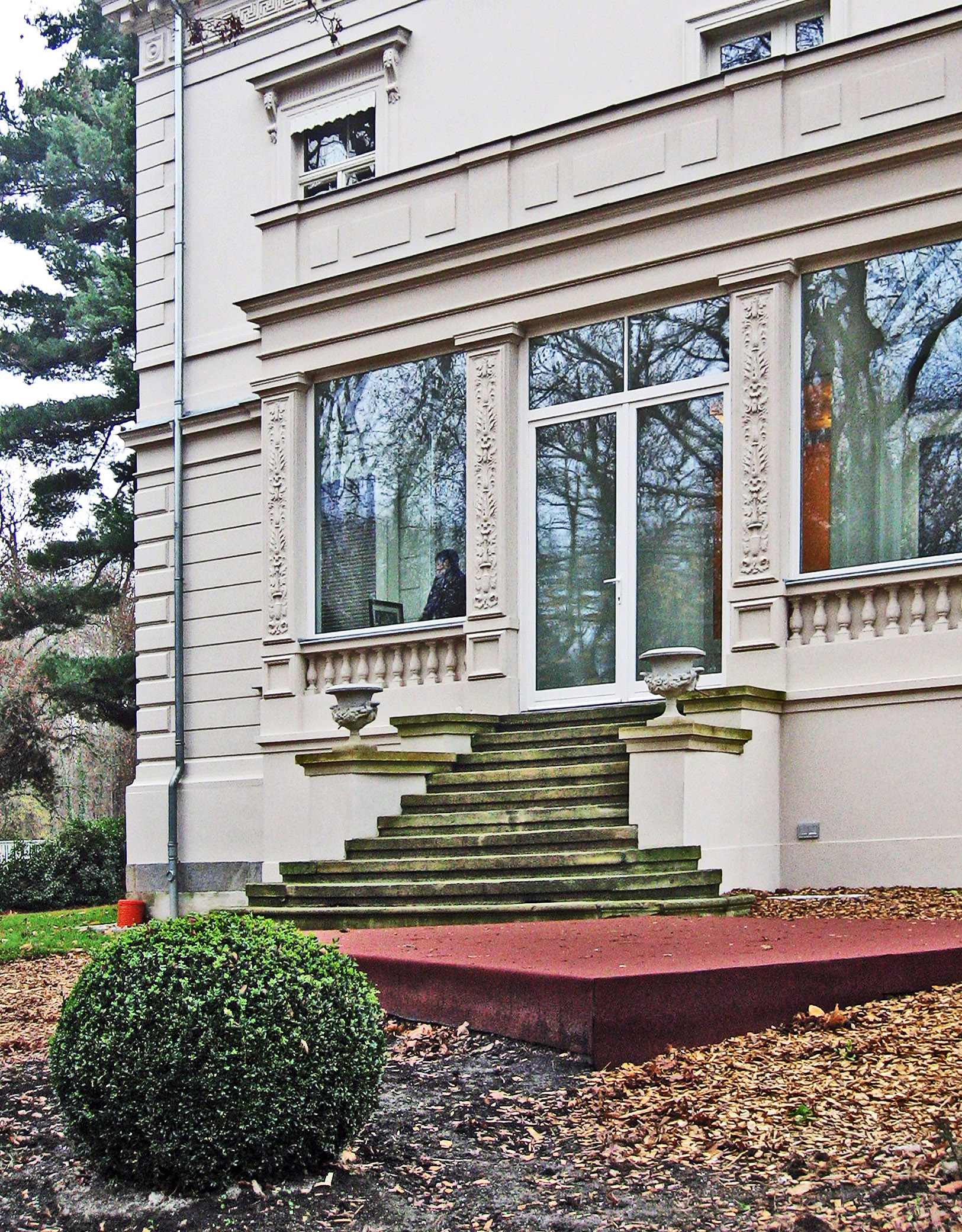
Gartenseite (2011)

Die Klinger-Villa ist ein zweigeschossiges Gebäude im Stil des Klassizismus mit Souterrain und ausgebautem Dachgeschoss auf einer Grundfläche von 20 × 23 Meter. Die Putzfassade ist im Erdgeschoss gequadert. Unter dem Hauptgesims mit Zahnschnitt umgibt ein Mäanderfries das Haus. Das Walmdach hat zur Straßenseite und auch zum Garten balkonartige Aussparungen. Nach der Gartenseite schließt sich ein Anbau einer ehemaligen Loggia mit einer Freitreppe an.
Zur Straße ist das Grundstück durch eine Mauer abgegrenzt, die im Bereich des Hauses durch einen leichten Metallgitterzaun unterbrochen wird, der die Sicht auf das Gebäude freigibt. Das Gittertor besitzt im oberen Bereich eine Mäanderverziehrung.

## Geschichte
Der Leipziger Kaufmann Heinrich Louis Klinger (1816–1896), Max Klingers Vater, beantragte 1865 die Genehmigung zum Bau eines Wohnhauses auf seinem „unmittelbar an der Elster gelegenen Grundstücks in Plagwitz“, die ihm bereits nach drei Wochen erteilt wurde. Den Bau führte der Maurermeister Siegel aus. 1867 bezog die siebenköpfige Familie mit Max als Zehnjährigem das Haus. Hier blieb er sieben Jahre bis zum Beginn seines Studiums in Karlsruhe. Nach anschließenden Aufenthalten unter anderem in Brüssel, Paris, Rom und Wien, kehrte er 1893 in das Haus an der Elster zurück.

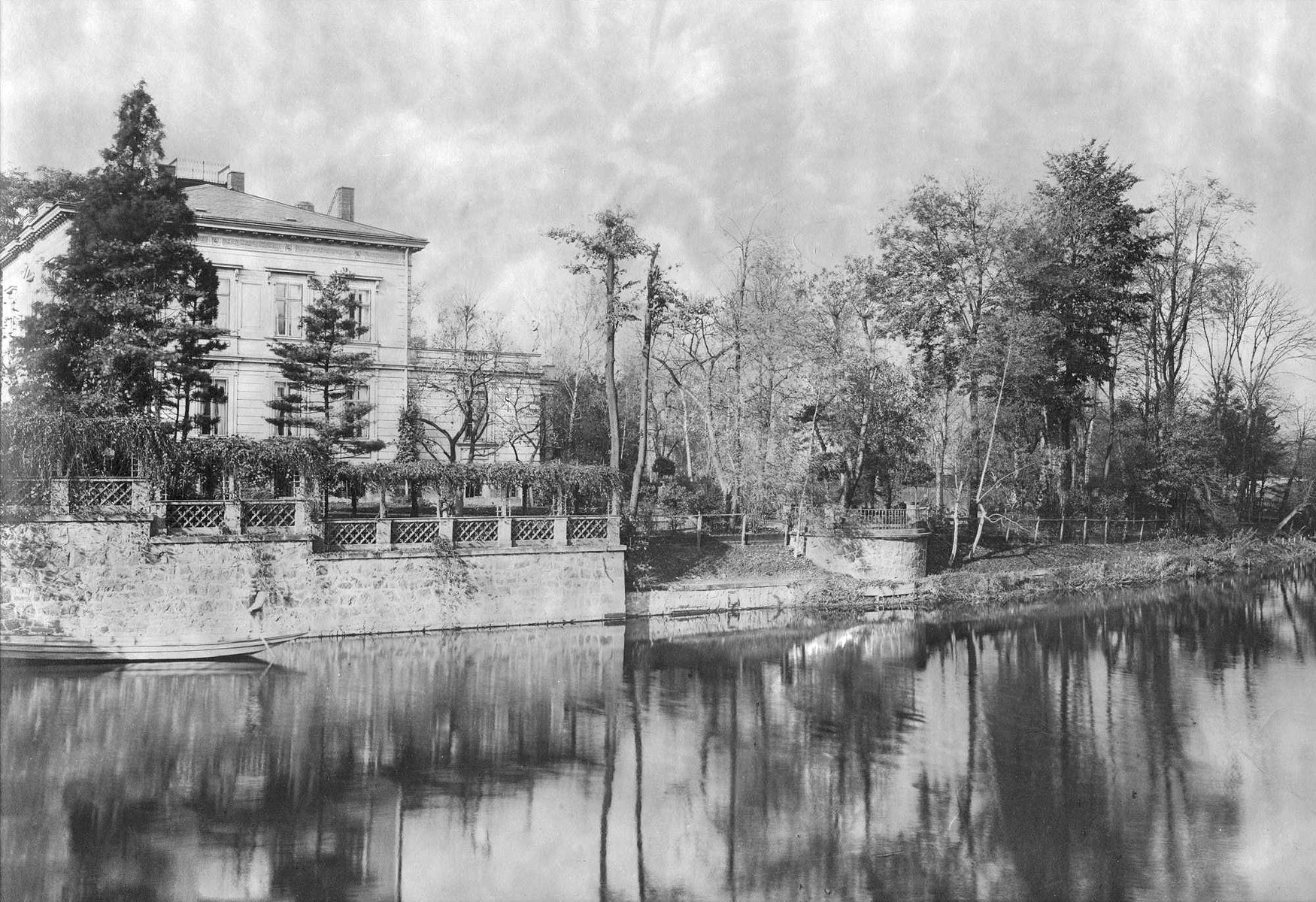
Klinger-Villa (um 1900)
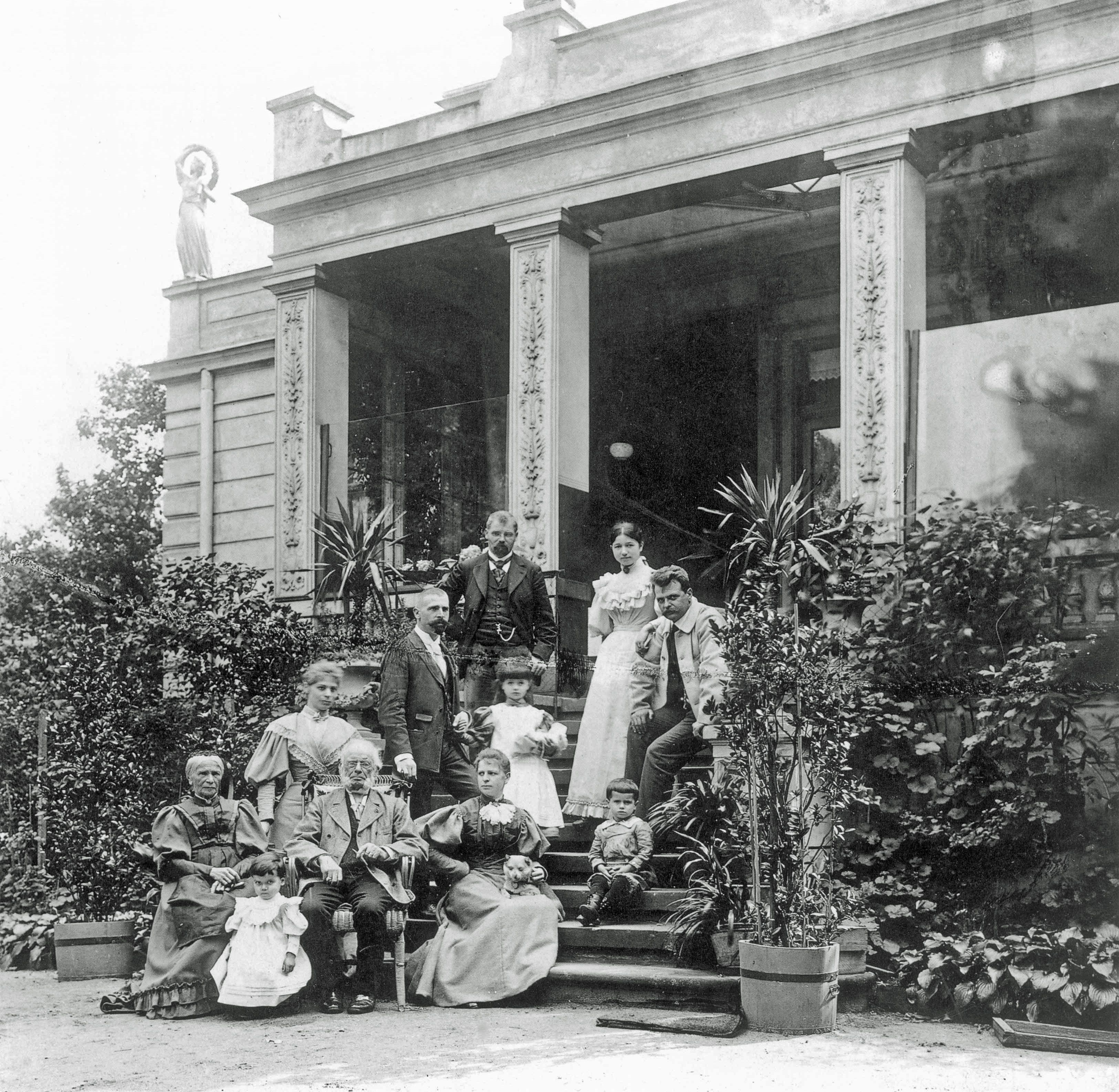
Familie Klinger an der ehemaligen Loggia (1893)

Bereits ab 1895 errichtete er im hinteren Teil des übernächsten Grundstücks (jetzt Karl-Heine-Straße 6) ein Atelier mit Wohnhaus und später auch Ausstellungsmöglichkeiten, das im Zweiten Weltkrieg zerstört wurde, sodass die Villa die einzige bauliche Reminiszenz an ihn in Leipzig ist.
Nach dem Tod der Mutter 1904 zerstritten sich die Erben, so dass es zur Zwangsversteigerung der Villa kam, bei der Max Klinger diese 1912 erwarb. Nach dessen Ableben 1920 verkaufte seine Witwe Gertrud, geborene Bock, das Anwesen noch im Todesjahr an die Leipziger Rauchwarenhändlerfamilie König, aus der ein Mitglied noch 1978 hier wohnte.
Im Jahr 2003 entdeckte bei einer Bootstour auf der Elster der Südtiroler Bauunternehmer und Kunstsammler Siegfried Unterberger (* 1941), der seit 1993 auch in Leipzig baugeschäftlich engagiert war, die verfallene Villa. Es gelang ihm nicht, die Stadt zu überzeugen, hier einen Erinnerungsort an Max Klinger zu schaffen. Deshalb kaufte er 2004 in dieser Absicht selbst die Villa von einer über die ganze Welt verstreuten Erbengemeinschaft und begann das Anwesen zu sanieren. Die Probleme, die ihm dabei durch zahlreiche städtische Ämter bereitet wurden, konnten erst durch das Eingreifen des damaligen Oberbürgermeisters Wolfgang Tiefensee (* 1955) behoben werden. Als er in sechsjährigem Bemühen keinen Vorschlag der Stadt für die weitere kulturelle Nutzung erhielt, verkaufte er das Haus 2010 an die KSW GmbH, die weitere Baumaßnahmen unternahm.
2011 entstand durch private Initiative der Verein Klinger Forum e. V., der einen Teil der Räume für Ausstellungen, musikalische Darbietungen, Lesungen, Gespräche und Begegnungen nutzte. Die erste Ausstellung fand von September bis Dezember 2011 statt. Stand 2025: Das Klinger Forum hat seit längerem seine Aktivitäten eingestellt.